# Tetris (Game Boy)
Pour les articles homonymes, voir Tetris (homonymie).
Tetris est un jeu vidéo de puzzle développé et édité par Nintendo sur Game Boy, commercialisé en Amérique du Nord et au Japon en 1989 puis en Europe en septembre 1990. Le jeu est une adaptation du concept de Alekseï Pajitnov imaginé à partir de 1984, dont Nintendo a obtenu les droits exclusifs via un accord avec le gouvernement de l'URSS quelques mois avant la sortie du jeu, en mars 1989.
Le but pour le joueur est de disposer les pièces (appelées tétromino) qui tombent du haut de l'écran les unes après les autres, afin de réaliser des lignes. Le joueur peut déplacer horizontalement et tourner les pièces tant qu'elles n'ont pas touchés le bas de l'écran ou une autre pièce déjà positionnée. Si les pièces arrivent en haut de l'écran, le joueur a perdu et obtient donc un score, reflétant sa performance en fonction du nombre de lignes effectuées. C'est le premier jeu compatible avec le Câble link, un accessoire qui permet à deux Game Boy de se relier pour jouer l'un contre l'autre.
Cette version est la plus populaire de Tetris sur console, avec plus de 30 millions de ventes dans le monde. Le jeu est inclus avec la Game Boy lors de sa sortie en 1989 et est présenté comme un atout marketing, puisque le jeu se veut simple et adapté à cette nouvelle plateforme de jeu. Le jeu est réédité sur la console virtuelle de la Nintendo 3DS en 2011, avant d'être retiré de la vente en janvier 2015.

## Système de jeu
La version sur Game Boy de Tetris est similaire à la version console sur Nintendo Entertainment System. Des tétrominos — formes composées de quatre carrés chacune — tombent aléatoirement dans la zone de jeu. L'objectif est de positionner ces formes, en les déplaçant horizontalement et en les faisant pivoter de 90°, afin de créer une ligne horizontale de blocs sans trous. Quand une ou plusieurs lignes de ce type sont créées, elles disparaissent, et les blocs au-dessus (s’il y en a) descendent du nombre de lignes disparues.

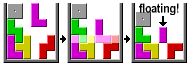
Gravité du Tetris

Comme dans la plupart des versions de Tetris, les blocs ne tombent pas dans les trous lorsque des lignes disparaissent (voir l’image intitulée « Gravité du Tetris »).
Plus le jeu avance, plus les tétrominos tombent rapidement. Le jeu se termine lorsqu’au moins un bloc d’un tétromino dépasse (en haut) l’espace de jeu lorsque placé. Le joueur peut normalement voir le tétromino dans une fenêtre sur le côté de la zone de jeu. Cette option peut être enlevée pendant le jeu. Les points sont donnés en fonction du niveau et du nombre de lignes complétées. Le niveau augmente à chaque fois que le joueur complète 10 lignes, engendrant une augmentation de la vitesse de chute des tétrominos. Le joueur peut ajuster la difficulté avant de commencer une partie en sélectionnant un niveau de départ et/ou en choisissant de pré-remplir la zone de jeu avec un certain nombre de lignes composées de blocs placés au hasard.
Un mode alternatif est disponible, en appuyant simultanément sur la flèche bas et start sur l'écran de démarrage, le niveau 0 correspond au niveau 10 du mode standard (de même pour tous les autres niveaux). Ce mode est appelé mode « cœur » du fait de la présence d'un petit cœur à côté du numéro du niveau sur l'écran de jeu.
Cette version de Tetris inclut un mode deux joueurs, le but étant de survivre plus longtemps que son adversaire. Chaque joueur joue sur son Game Boy, les deux consoles étant connectées via le Câble link. Durant le jeu, quand un joueur complète un double, un triple ou un Tetris, une ou plusieurs lignes de blocs incomplètes sont ajoutées en bas du jeu de l’adversaire, ce qui l’approche du haut du jeu.

## Développement
En 1984, Alekseï Pajitnov, chercheur à l’Académie des sciences de Russie, avec Dmitry Pavlovsky et Vadim Gerasimov développent Tetris en souhaitant obtenir un casse-tête semblable au jeu de pentomino. Le jeu connaît alors un succès rapide sur ordinateurs. En 1988, Henk Rogers, distributeur de jeu vidéo d’ordinateur, remarque le jeu au Consumer Electronics Show à Las Vegas dans un kiosque de Spectrum HoloByte. Trouvant le jeu très accrocheur, il commence à entreprendre des démarches pour acquérir les droits et sachant que Nintendo mettrait bientôt la Game Boy sur le marché, il communique avec le dirigeant de Nintendo of America, Minoru Arakawa. Il lui suggère que Tetris serait le titre parfait à inclure avec la console portable. Arakawa réfléchi à cette idée, étant donné le fait qu’ils voulaient inclure Super Mario Land, mais Rogers le convainc en lui disant qu’un jeu Mario vendrait la console aux jeunes garçons alors que Tetris conviendrait à tous. Rogers continue alors ses démarches pour l’obtention des droits, et les sécurise à la fois chez Spectrum HoloByte et chez Atari (par la compagnie Tengen) pour avoir aussi les droits de Tetris au Japon. Il approche également Robert Stein, qui avait autorisé les deux sociétés à distribuer Tetris via Mirrorsoft, pour avoir les droits nécessaires à la distribution avec la Game Boy.
Par contre, après plusieurs mois, Stein n’avait toujours pas les droits pour la Game Boy, et Rogers a appris qu’une autre personne avait approchée Nintendo avec l’idée d’un Tetris sur Game Boy. Demandant plus de temps à Arakawa, il voyage à Moscou pour parler au Ministry of Software and Hardware Export et à Pajitnov. Pendant ce temps, Nintendo approcha Spectrum HoloByte à cause d’un autre projet de Tetris sur Game Boy, obligeant Mirrorsoft à envoyer un représentant, Kevin Maxwell, à Moscou pour obtenir les confirmations de droits d’une version Game Boy. Pendant ce temps, Rogers négociait aussi les droits pour Tetris sur Game Boy, notant dans une récente interview avec IGN que les représentants du gouvernement ne comprenaient pas la propriété intellectuelle, et ils demandaient un trop gros prix que ni Rogers ni Nintendo ne pouvaient payer. Par contre, il a été révélé que la propriété Tetris n’avait pas été possédée par quelqu’un en particulier : Stein avait obtenu les droits directement de Pajitnov et pas des autorités Russes. Les russes envoyèrent un fax à Maxwell en Angleterre avec 48 heures pour répondre, mais étant donné qu’il était en Russie à ce moment, Maxwell n’a pas reçu le fax, et les droits ont été donnés à Rogers. Nintendo a donné à Rogers les droits de publications de Tetris, renvoya Tengen, et en mars 1989, Rogers, Arakawa, et le vice-président de Nintendo, Howard Lincoln, ont signé un contrat sécurisant les droits de la console et de la distribution d’une version portable de Tetris. Par contre, la production de Tetris a été retardée à cause de la bataille de légalité avec Tengen, et le jeu a été disponible au Japon deux mois après la sortie de la Game Boy.
Dans une interview avec IGN en 2009, Alekseï Pajitnov affirme que la version Game Boy de Tetris est sa favorite, la décrivant comme la version la plus proche du jeu original.

### Musique
Le joueur a le choix entre trois chansons qui peuvent être entendues durant le jeu, ou peut sélectionner « music off », ce qui laisse seulement les effets sonores. Les trois chansons sont les suivantes :
- Type-A (v1.0) : Inconnu
- Type-A (v1.1) : Korobeiniki par Nikolaï Nekrassov
- Type-B : Inconnu
- Type-C : Suite française no 3 en si mineur, BWV 814 : Menuet par Johann Sebastian Bach

En pausant le jeu puis en revenant (en appuyant le bouton Start), la musique de fond va continuer avec une « bassline » pendant 4 mesures. La raison de ce changement est inconnue.
En mode à deux joueurs, le Prélude de Carmen de Georges Bizet est exécuté lorsque le plan de jeu de l'un des deux joueurs excède 11 lignes.
Les musiques Type-A et Type-B peuvent être débloquées pour la carte Luigi’s Mansion dans Super Smash Bros. Brawl sur la Wii.

## Tetris DX
Tetris DX (1998) est un jeu Game Boy Color qui est compatible avec la Game Boy originelle. Il ajoute la sauvegarde des records (high scores) et de trois profils de joueurs. Tetris DX contient aussi un nouveau mode solo, qui demande au joueur de jouer contre l’ordinateur. Il ajoute également deux nouveaux modes de jeux. Dans le "Mode Ultra", les joueurs doivent accumuler le plus de points possible avec 3 minutes de jeu. Dans "40 Lignes", les joueurs sont chronométrés et doivent compléter 40 lignes le plus rapidement possible.

## Accueil

### Critiques
L’Official Nintendo Magazine a placé Tetris cinquième sur leur liste des « 100 Meilleurs Jeux Nintendo ». En août 2008, le magazine Nintendo Power a nommé Tetris DX le meilleur jeu Game Boy / Game Boy Color, disant qu’il valait plus que n’importe quel autre jeu pour l’industrie du portable. Ils l’ont aussi nommée meilleure version de  Tetris avant la sortie de Tetris DS.

### Ventes
Cette version est de loin le plus gros succès de la licence Tetris (hors versions mobiles), avec environ 35 millions d'unités vendues dans le monde, se positionnant à la 4e place des jeux les plus vendus en 2009. Le jeu s'est vendu à plus de 4,2 millions d'exemplaires au Japon. Ce succès est lié au fait que le jeu était vendu avec la console dans certains packs, lui permettant d'être le 2e jeu le plus vendu de la Game Boy, derrière Pokémon Rouge et Bleu.

## Réédition
Cette version de Tetris est disponible en téléchargement sur la Console virtuelle de la Nintendo 3DS à partir du 22 décembre 2011 en Amérique du Nord et en Europe et du 28 décembre 2011 au Japon. Il n'est cependant plus disponible à partir du 1er janvier 2015.